# Norweger

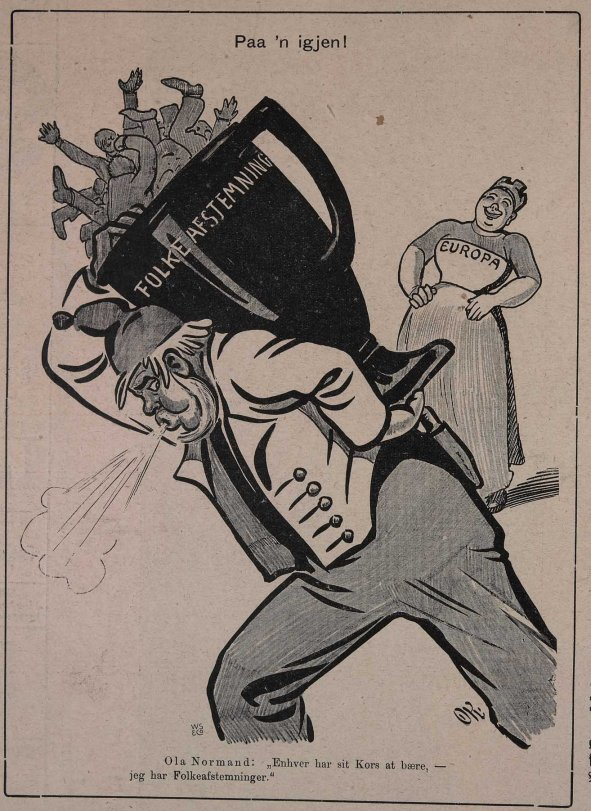
Neben Mutter Norge gilt auch Ola Normand als nationale Personifikation Norwegens (Karikatur auf die mit dem Referendum von 1905 verbundene Bürde der Unabhängigkeit)

Norweger bilden eine Ethnie, die als Titularnation Norwegens fungiert.

## Sprache

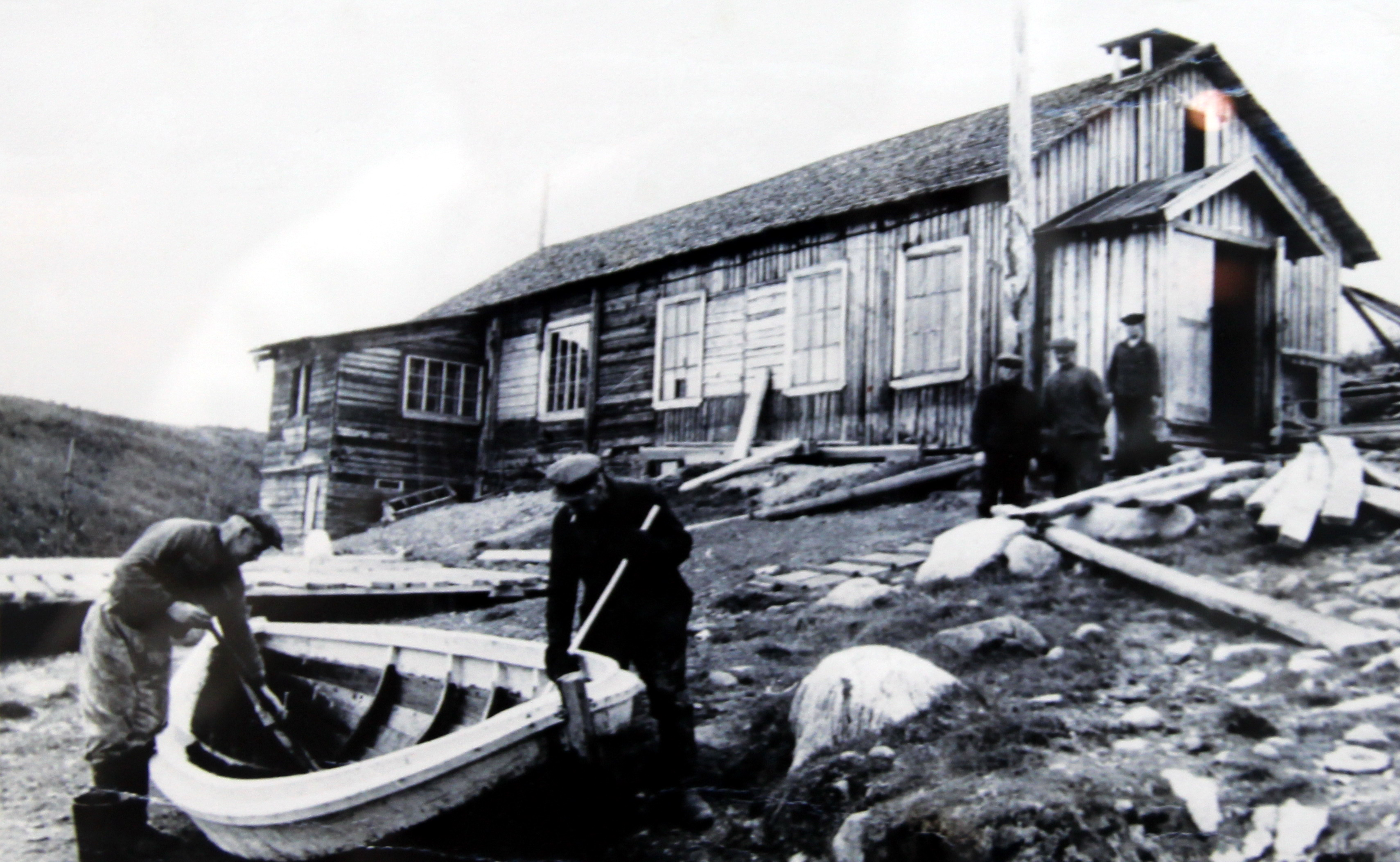
Noch im 20. Jahrhundert nutzten auf der russischen Halbinsel Kola lebende Norweger (Kolanordmenn) auch die Mischsprache Russenorsk.

Norwegisch ist eine nordgermanische Sprache. Anders als Dänisch oder Schwedisch, die sich aus dem östlichen Zweig der altnordischen Sprachen herausbildeten, entwickelte sich die Altnorwegische Sprache aus dessen westlichem Zweig und löste sich daher früher vom Schwedischen und Dänischen als sich diese beiden Sprachen ihrerseits voneinander trennten.
Die altnorwegische Sprache wurde jedoch in der langen Zeit der Union mit Dänemark (1380 bis 1814) vor allem in Oslo und den westnorwegischen Küstenstädten stark vom Dänischen überlagert bzw. verdrängt, während die ostnorwegischen und Gebirgsdialekte weiter stärker dem benachbarten Schwedischen ähnelten. Aus den alten westnorwegischen Dialekten wiederum entstanden die Färöische Sprache und die Isländische Sprache. Die dem nordnorwegischen (Trondheimer) Dialekt verwandte Jämtländische Sprache in Schweden stellt eine Übergangsform bzw. eine historische Mischsprache mit schwedischen Dialekten dar – nicht zu verwechseln mit dem modernen Svorsk.
Noch heute gibt es zwei durch das Skandinavische Gebirge getrennte norwegische Hauptdialekte (Westnorwegisch, Ostnorwegisch) mit 26 (westnorwegischen) und fünf (ostnorwegischen) Unterdialekten bzw. vier regionale Hauptgruppen mit mindestens elf Untergruppen.
Als Abgrenzung vom Dänischen entwickelten nationalistische Linguisten in der Mitte des 19. Jahrhunderts aus der Sprache der innernorwegischen Landbevölkerung, dem Landsmål, das neunorwegische Nynorsk, das teilweise dem Schwedischen näher ist. Demgegenüber steht die norwegisierte Variante der ehemaligen dänischen Reichssprache, des Riksmål, aus dessen Osloer Dialekt ebenfalls in der Mitte des 19. Jahrhunderts das Bokmål entstand. Obwohl nur etwa 15 Prozent der Norweger Nynorsk als Schriftsprache verwenden – gegenüber 85 Prozent, die Bokmål verwenden, sind beide Varianten gleichberechtigte Amtssprachen in Norwegen. Der Versuch, beide Varianten in einer Synthese – dem Samnorsk (Gesamtnorwegisch) – zu vereinen, scheiterte.

## Geschichte der Norweger
Obwohl schon im 1. Jahrhundert unserer Zeitrechnung römische Schiffe das Kattegat erreicht und römische Chronisten die germanischen Völker Skandinaviens beschrieben hatten (Tacitus’ Germania), wurden die Norweger erst nach der Völkerwanderung als Normannen (von norwegisch Nordmenn, „Nordmannen“, Männer aus dem Norden) im 9. Jahrhundert in fränkischen Chroniken über die Wikinger erstmals erwähnt. Synonym zu Normannen wurden im mittelalterlichen Westeuropa zunächst alle Wikinger als Dänen bezeichnet – unabhängig davon, ob es sich um dänische, norwegische oder schwedische Wikinger handelte.

### Mythologie
Über die Herkunft der Norweger gibt es mehr Legenden als gesicherte Angaben. Isländische Legenden (Prolog Snorra-Edda) machten Odins Söhne Skjöld, Yngvi und Sæming (Säming) zu den Ahnherren dänischer, schwedischer und norwegischer Könige. (Sæming galt als Stammvater der Kleinkönige von Hålogaland bzw. von Trøndelag und Nor(d)land.) Alternativen dänischen Überlieferungen (Chronicon Lethrense) zufolge soll der König von Alt-Uppsala drei Söhne gehabt haben, die zu den Stammvätern der Dänen, Norweger und Schweden geworden seien: Dan, Nór und Østen. Eine andere Variante überliefert nur die beiden Brüder Norr (Nór) und Gorr (Gór). Thránd, in einigen Überlieferungen als Sohn Nórs, in anderen als Sohn Sæmings bezeichnet, gilt als mythischer Gründer Trondheims.
Schwedische und norwegische Überlieferungen berichten, dass Olaf Trätelgja, Sohn des Ynglinger-Königs Ingjald, um 600 aus Uppsala geflohen bzw. vertrieben worden sein soll und in Värmland eine neue Herrschaft errichtet habe, die sich bis über das norwegische Vestfold erstreckt habe. In Skiringssal (später Kaupang genannt, in Vestfold) soll Olaf eine neue Kultstätte begründet haben. Von dort aus habe er dann versucht, auch Jütland zu erobern, musste es aber schließlich den Dänen überlassen. Historisch lässt sich dieser legendäre Olaf zwar nicht belegen, doch auch der erste historisch fassbare König und Reichseiniger Harald Schönhaar (†933) sollte dem norwegischen Zweig der Ynglinger entstammen.

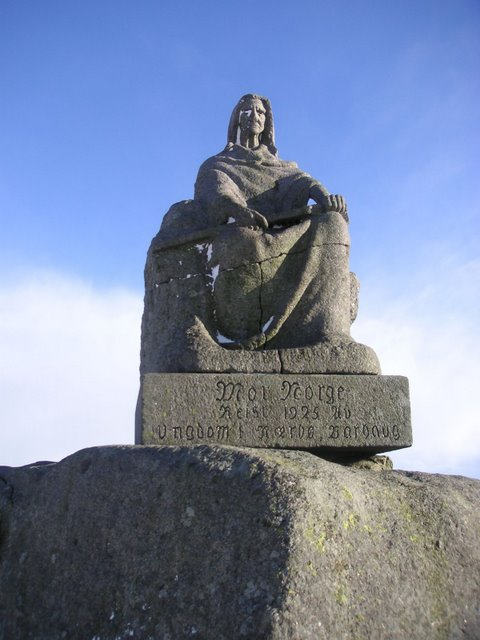
Statt der Stammväter Nór oder Sæming gilt Mor Norge (Mutter Norwegen) als Nationalallegorie
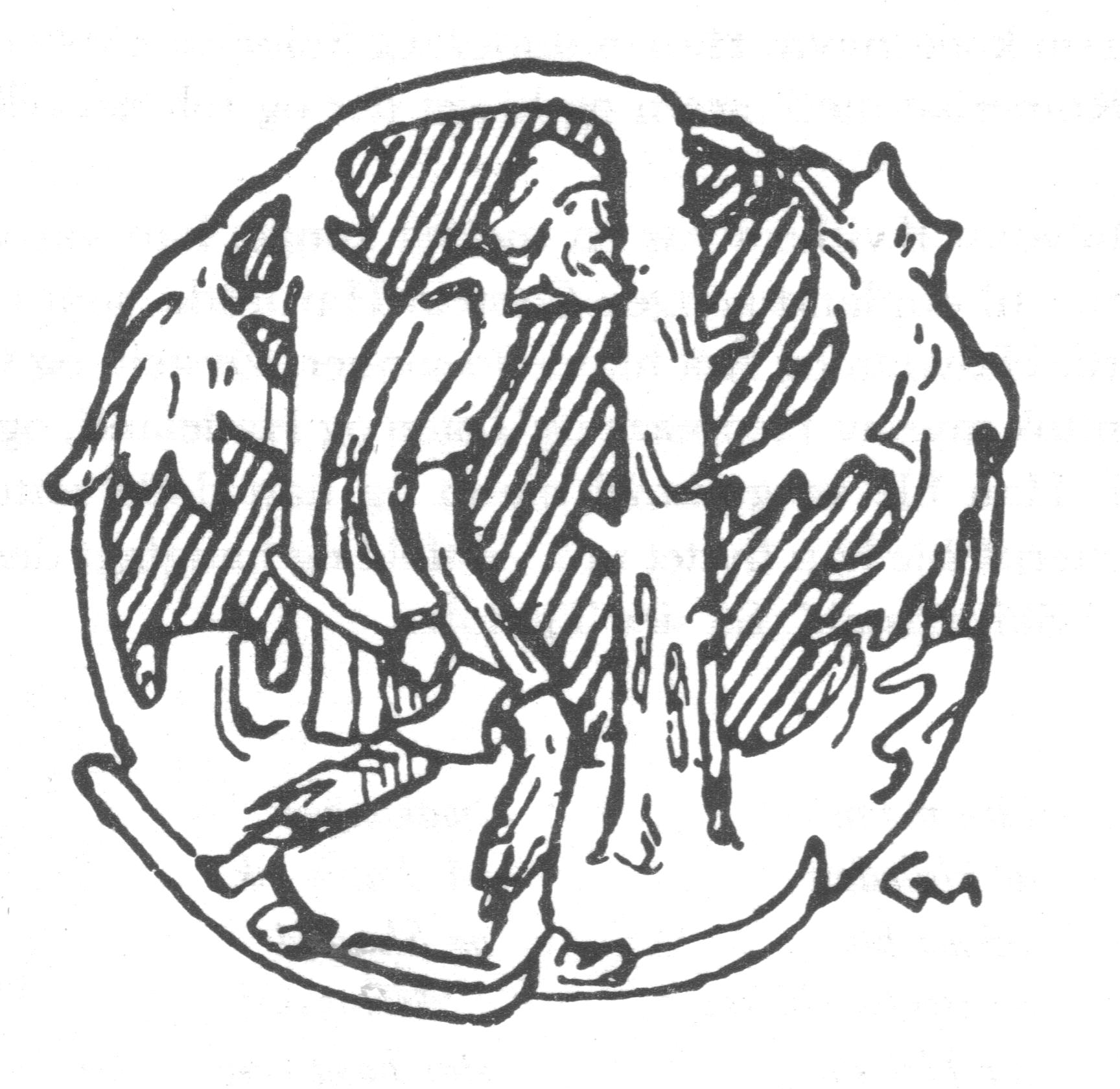
Ynglingasaga: Olaf Trätelgja kam aus Schweden (Illustration von Gerhard Munthe)
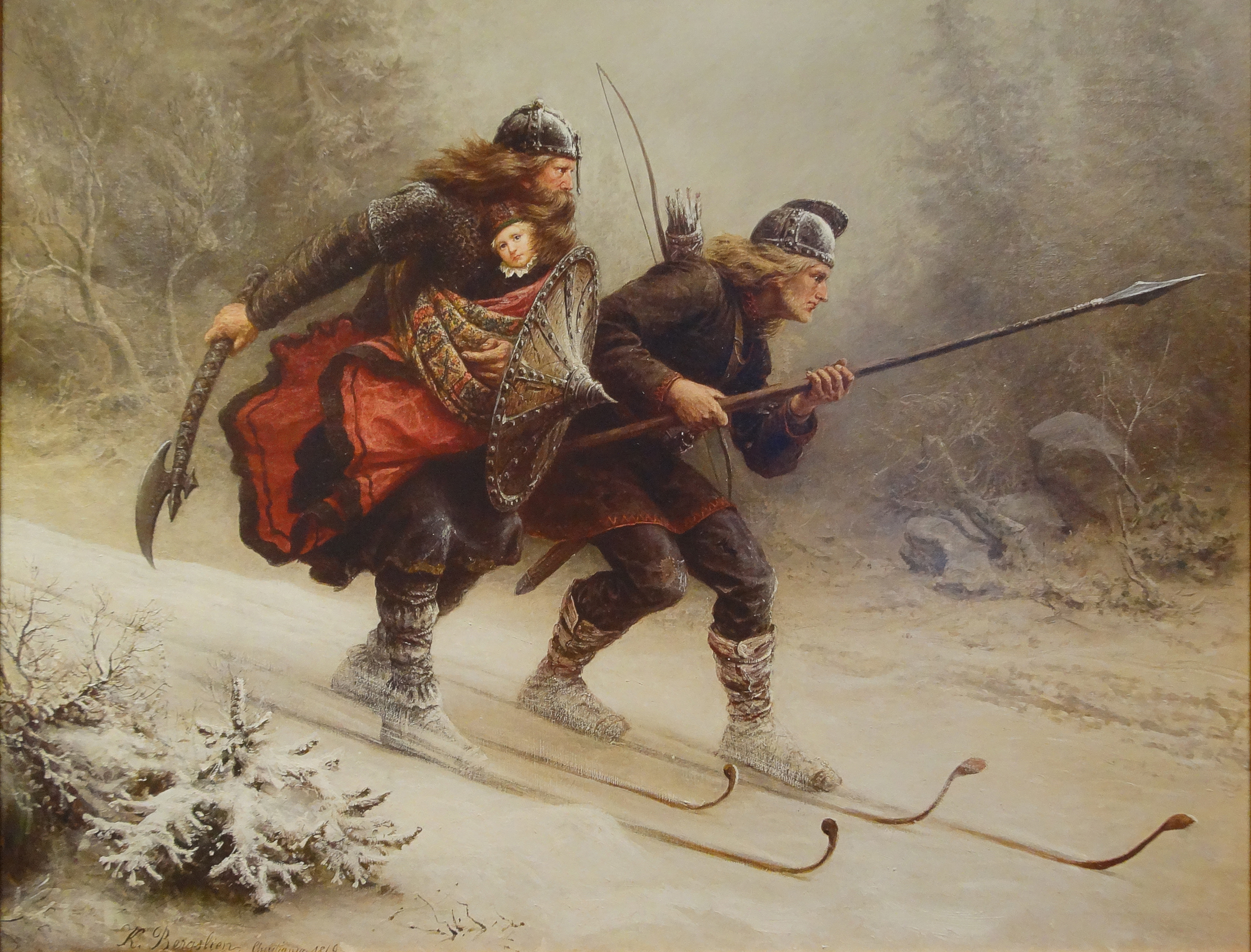
Prinz Håkons Rettung durch skifahrende Birkebeiner wurde zum Nationalmythos

### Landnahme

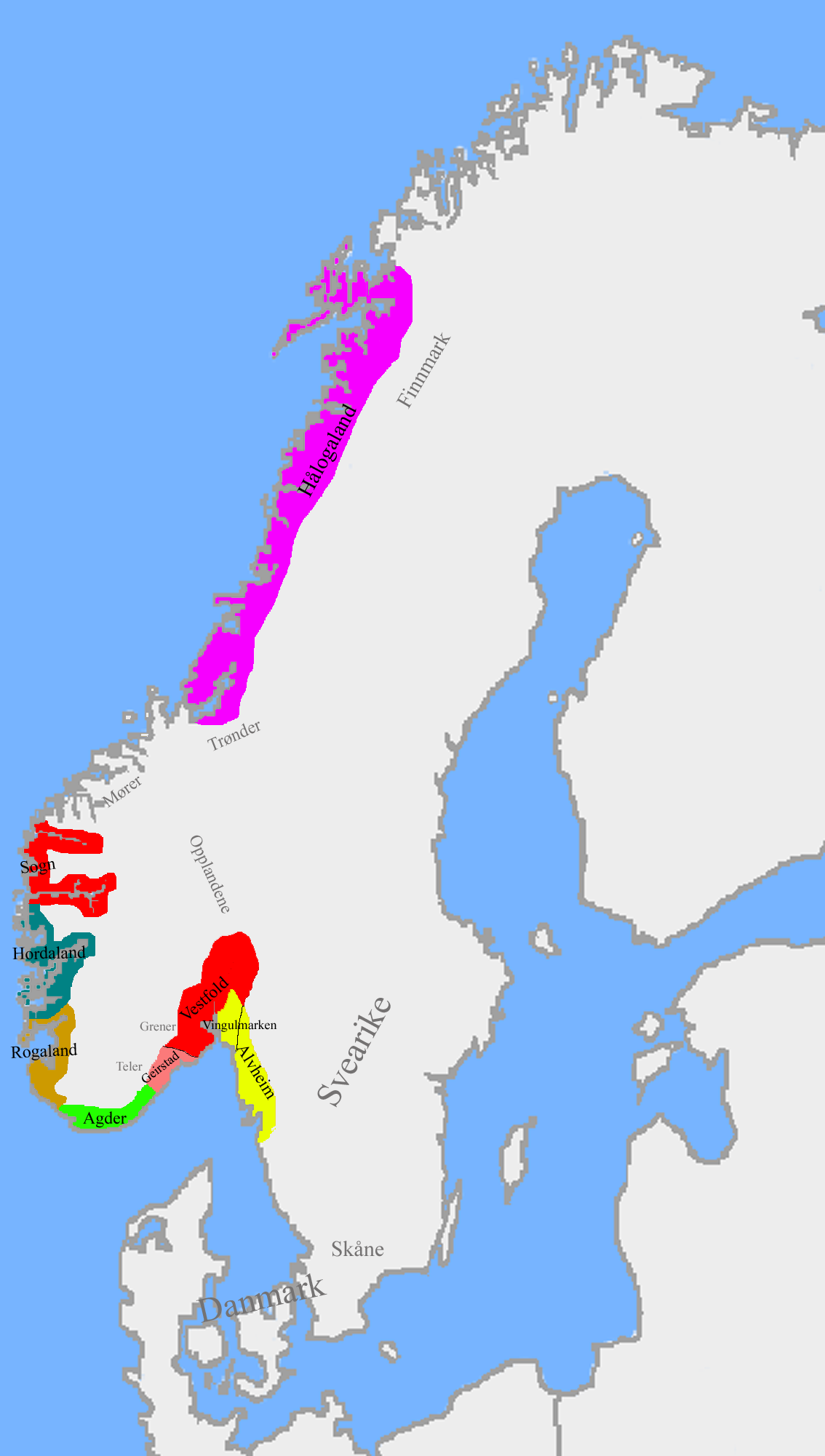
Kleinkönigreiche im 9. Jahrhundert (Vestfold rot, Hålogaland violett)

Die ethnischen Norweger sind Nachfahren aus Südwestschweden (Bohuslän, Västergötland, Halland) eingewanderter Germanen, die sich etwa in der Zeit zwischen den Jahren 150 vor unserer Zeitrechnung und 400 unserer Zeitrechnung in den Tälern an der norwegischen Süd- und Westküste und entlang der Fjorde niedergelassen hatten. Statt sich mit der zuvor aus Nordosteuropa eingewanderten Vorbevölkerung finnisch-samischer Stämme zu vermischen, drängten sie diese immer weiter nach Norden ab. Ob und wie weit es zumindest in Nordnorwegen zu einer Vermischung von norwegischem und samischem Adel kam, ist umstritten.
Außer in Südnorwegen war Ackerbau angesichts des von Fjorden zerklüfteten und vom Skandinavischen Gebirge durchzogenen Landes komplizierter als etwa in Schweden oder Dänemark; demgegenüber boten die Gebirgswälder reichlich Holz für Holzwirtschaft und Schiffsbau. So konzentrierten sich die Küstenbewohner früh auf Fischerei und Seefahrt, die Norweger wurden zu einer Seefahrernation. Durch das Gebirge von Schweden und das Meer von Dänemark getrennt, entstanden entlang der Küste allmählich mehrere norwegische Kleinkönigreiche, die erstmals im Jahr 872 unter König Harald Schönhaar vereinigt wurden. Die Einigung ging nicht etwa von den vermeintlichen Odin-Nachfolgern im nördlichen Hålogaland, sondern vom fruchtbaren Vestfold im Süden aus. Zahlreiche Norweger verließen daraufhin das Land übers Meer, einige Norweger aus Hålogaland bzw. Trøndelag emigrierten über das Gebirge nach Jämtland. Eine dauerhafte Reichseinigung und Staatsbildung gelang erst ab 995 im Zuge der Christianisierung, als endgültiger Reichseiniger gilt Harald der Harte († 1066).
Die Herausbildung einer norwegischen Nation mit eigener (altnorwegischer) Sprache erfolgte erst mit der vorläufigen Selbstbehauptung gegenüber den Dänen und dem Ende der englisch-skandinavischen Verbindungen im 11. Jahrhundert. Innernorwegische Bürgerkriege (in deren Verlauf z. B. Värmland endgültig an Schweden verloren ging) hielten bis ins 13. Jahrhundert an. Im 14. Jahrhundert starb das einheimische Königshaus aus, und mehr als die Hälfte der altnorwegischen Bevölkerung wurde von der Pest dahingerafft. Das geschwächte und teilweise entvölkerte Norwegen fiel zunächst an das schwedische Königshaus (1319–1355), dann an das dänische (ab 1380).

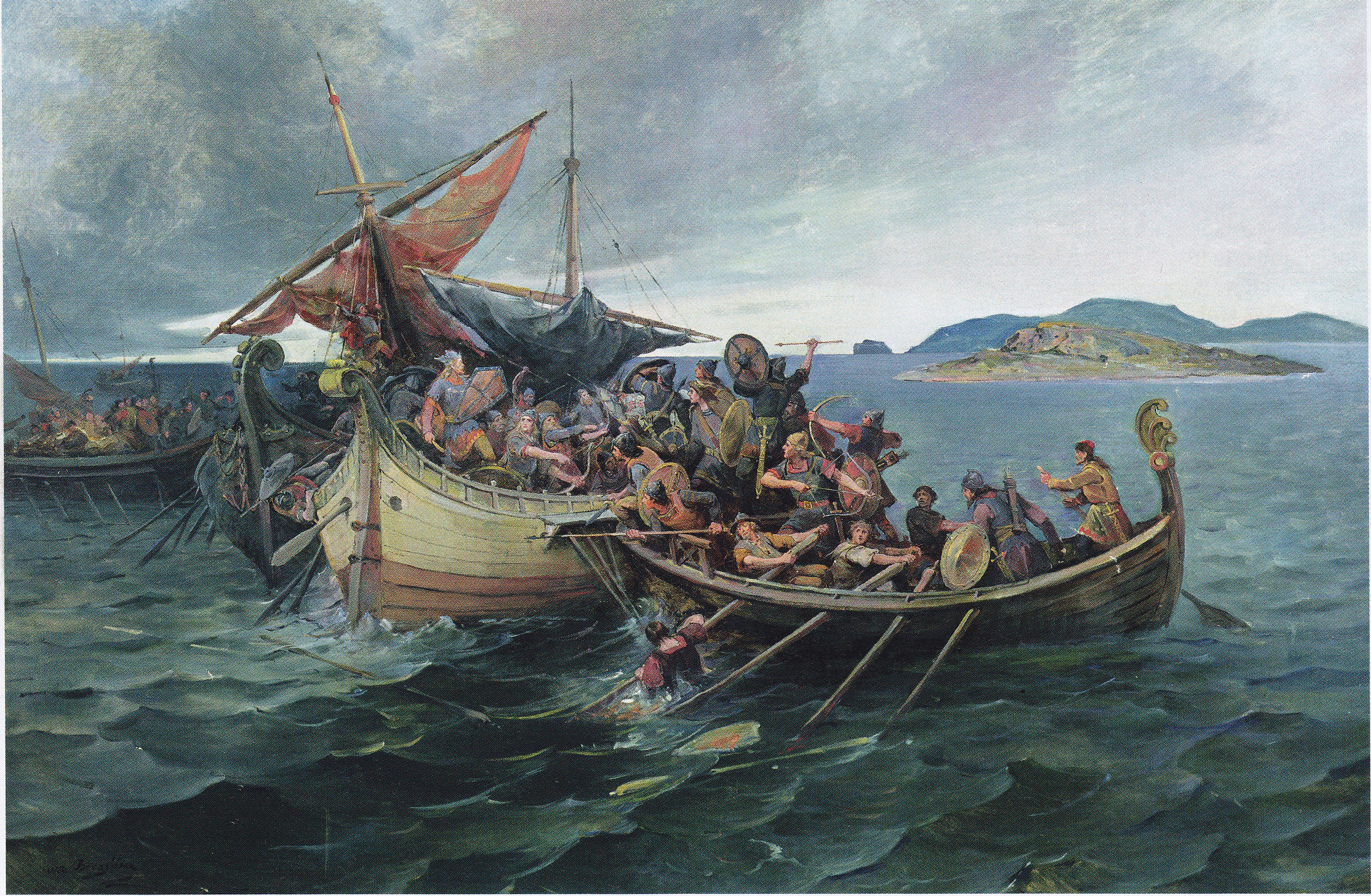
Olav I. vereinte Norwegen und fiel 1000 in der Schlacht von Svold
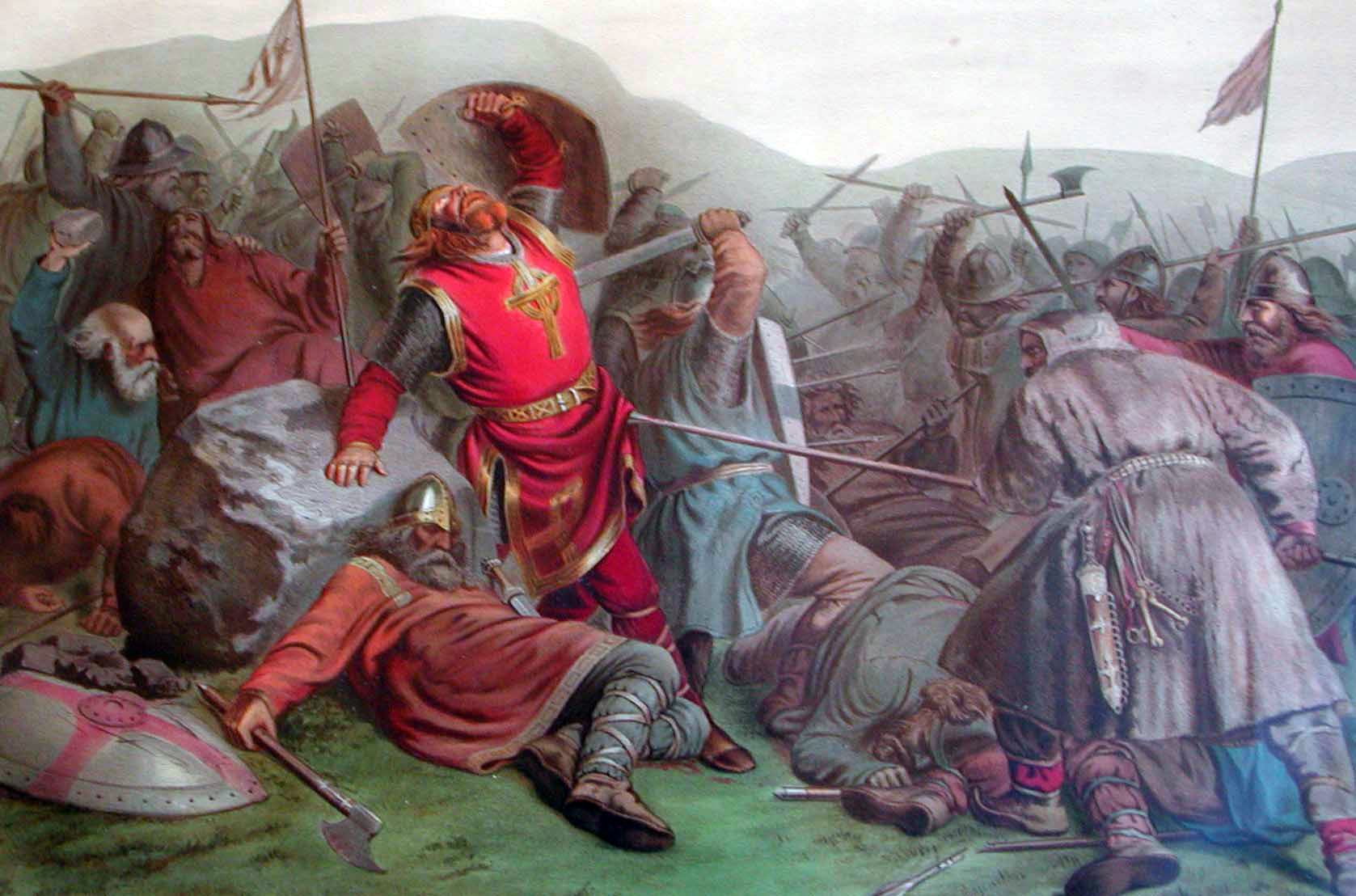
Olav II. christianisierte Norwegen und fiel 1030 bei Stiklestad
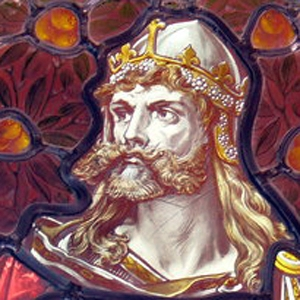
Mit Harald III. Tod bei Stamford endete 1066 die Wikingerzeit

### Normannen

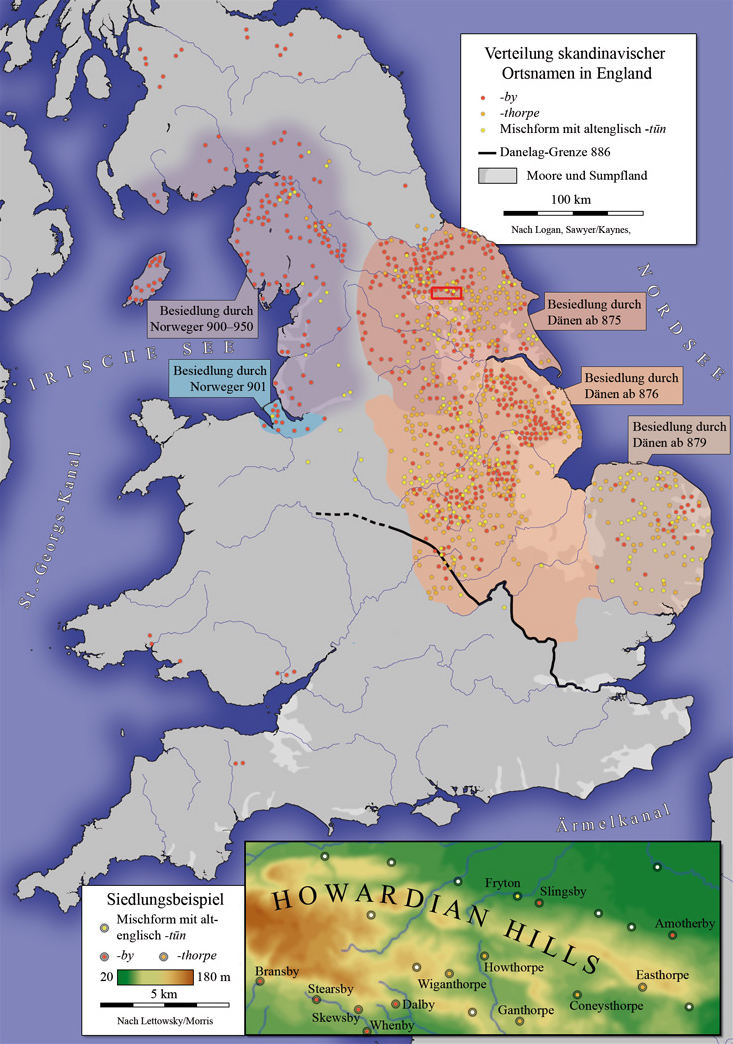
Norwegische und Dänische Siedlungen in England und Schottland im 9. und 10. Jahrhundert

Wegen des in Norwegen verbreiteten Erstgeburtsrechts hatten zweit- und drittgeborene Bauernsöhne keine Chance auf das Erbe des väterlichen Grundbesitzes. Als Wikinger suchten sie leichte Beute und neues Land in Übersee. Vor allem aber die königlichen Einigungs-, Zentralisierungs- und Christianisierungsbemühungen bewogen zahlreiche Norweger zur Auswanderung und Besiedlung der gegenüberliegenden Nordseeinseln. Bereits um 700 siedelten Norweger auf den Shetland-Inseln, um 800 auch auf den Färöern, den Hebriden und den Orkneys. Ab 820 ließen sich Norweger auf der Insel Man und auf Irland nieder, wo sie um 840 das Königreich Dublin gründeten, ab 860 erreichten sie Island. Um 900 siedelten Norweger von den Inseln nach Nordwestengland über (das heutige Cumbria), wurden dort allerdings um 950 von Dänen, Engländern und Schotten unterworfen bzw. verdrängt. Letzter König von York wurde Erik Blutaxt (†954), der aus Norwegen vertriebene Sohn Harald Schönhaars. Von Irland aus besiedelten Iro-Norweger (Norse–Gaels) die Halbinsel Cotentin in der Normandie, wurden aber von den überwiegend dänischen Seine-Normannen unterworfen. Eine ähnliche Landnahme gelang den überwiegend norwegischen Loire-Normannen nicht. Von Island aus erreichten Norweger ab 980 unter Erik dem Roten Grönland (und um 1000 unter Eriks Sohn Leif kurzzeitig sogar das nordamerikanische Festland).
Norwegische Wikinger und Siedler wurden so zu den Vorfahren der Färinger, Isländer, Normannen und Grænlendingar. In der Normandie wurden die Normannen allerdings rasch christianisiert und von der einheimischen französischen Bevölkerung assimiliert. 
Mit dem Tod Harald des Harten in der Schlacht von Stamford Bridge (1066) endete die Zeit norwegischer Wikinger, auch wenn Haralds Enkel Magnus Barfuß („der letzte Wikinger“) noch einmal 1102/03 Irland angriff (und dort fiel), Magnus’ Sohn Sigurd noch bis 1130 die Insel Man beherrschte und Magnus’ Enkel Øystein II. 1153 letztmals englische Küstenorte überfiel. (Gelegentlich wurde auch Sweyn Asleifsson, der 1171 im Kampf um Dublin fiel, als „letzter Wikinger“ bezeichnet.) Statt der Norweger eroberten französische Normannen England und Irland. Håkon IV. unterwarf 1261/62 endlich auch Island und Grönland; Man und die Hebriden jedoch fielen nach seinem Tod an Schottland, und auf Grönland erlagen die Grænlendingar blutigen Kämpfen mit den einheimischen Inuit (Eskimos).

## Religion

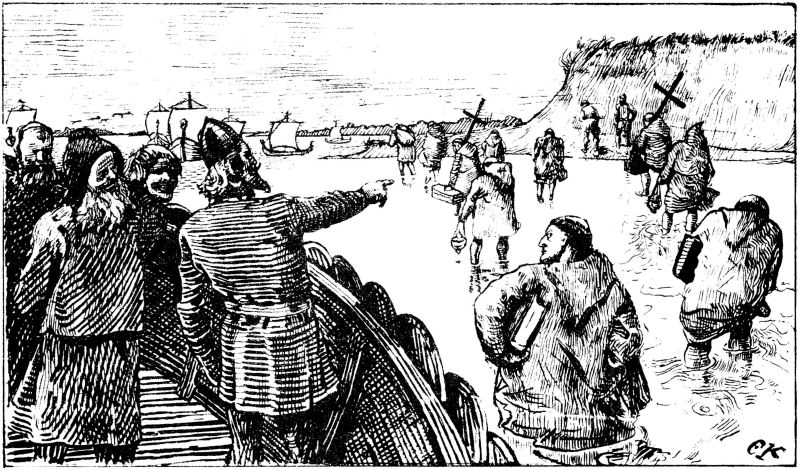
Die vom dänischen König Harald Blauzahn in Norwegen an Land gesetzten dänischen Missionäre wurden von Håkon Jarl 975 zurückgeschickt (Darstellung von Christian Krogh, 1899)

Bereits im Jahr 911 hatten sich die Wikinger in der Normandie und ihr Anführer Rollo taufen lassen, ebenso 926 die dänisch-norwegischen Wikinger-Könige in Irland. Ein Aufstand neuhinzugekommener Wikinger in der Normandie gegen die Christianisierung wurde 943 niedergeschlagen. In Norwegen jedoch förderten der angeblich schon um 940 getaufte König Håkon der Gute (†961) ebenso wie die heilige Sunniva von Selje die christliche Mission zunächst vergeblich. Die Einführung des Christentums gelang Hakon ebenso wenig wie seinem dänischen Rivalen und Nachfolger Harald Blauzahn (†987). Gegen die von Olav I. Tryggvason († 1000) und Olav II. Haraldsson († 1030) gewaltsam betriebene Christianisierung erhob sich vor allem in Westnorwegen und Hålogaland Widerstand, beide Könige fielen im Kampf gegen die mit den Aufständischen verbündeten Dänen. Doch die dänischen Sieger waren inzwischen auch Christen, und nach ihrer Vertreibung wurde Olav II. schon um 1035 heiliggesprochen.
Der norwegische König Sigurd I. nahm ab 1107 sogar an einem Kreuzzug nach Jerusalem teil, und König Inge Krogrygg erreichte 1152 beim Papst die Erhebung des Bistums Trondheim zum Erzbistum und somit die Lösung der norwegischen Kirche vom dänischen Erzbistum Lund.
Als die Kirche ein Mitspracherecht bei der Königswahl forderte, kam es zum Konflikt mit dem Königtum. Während der Bürgerkriege zwischen königstreuen Birkebeinern und kirchentreuen Baglern wurde Erzbischof Øystein Erlendsson 1180 vom Birkebeiner-König Sverre († 1202) vertrieben und auch sein Nachfolger 1190 abgesetzt. Papst Coelestin III. verhängte daraufhin 1194 den Bann über den Norwegerkönig, was zu einer zwischenzeitlichen Spaltung der norwegischen Geistlichkeit führte. Erst Sverres Enkel Håkon IV. († 1263) erreichte eine Versöhnung, die legendäre Rettung dieses Håkon durch skifahrende Birkebeiner wurde zum norwegischen Nationalmythos und Nationalsport. Håkons Enkel Håkon V. († 1319) war der letzte Norweger auf Norwegens Thron und galt bis zur Einführung der Reformation als Heiliger.

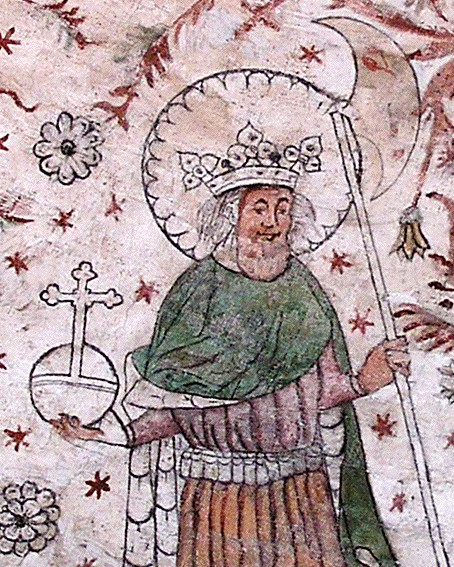
Olav II. wurde nach seinem Märtyrertod heiliggesprochen
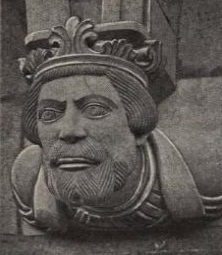
Über den Birkebeiner-König Sverre verhängte der Papst den Bann

Obgleich die Christianisierung in Norwegen früher begonnen hatte als in Dänemark und eher abgeschlossen war als in Schweden, so erreichte die Reformation Norwegen als letztes der drei seit 1397 in der Kalmarer Union vereinigten nordischen Königreiche. Christian II., der 1523 gestürzte Unionskönig, hatte im Bürgerkrieg von 1531/36 vergeblich versucht, zumindest Norwegen zurückzugewinnen. Der ihn unterstützende katholische Klerus um den norwegischen Erzbischof Olav Engelbrektsson hatte gehofft, die Reformation und die Säkularisation, die 1527/31 sowohl in Dänemark als auch in Schweden eingeführt worden war, doch noch verhindern zu können. Christians siegreicher Cousin Christian III. setzte die Reformation 1536/37 auch in Norwegen durch und vertrieb Olav Engelbrektsson. Mit dem Norgesparagraf wurde Norwegen seiner autonomen Rechte beraubt, mit Dänemark gleichgeschaltet und als unselbständiger Reichsteil in den Dänischen Gesamtstaat eingegliedert. Im 16. und 17. Jahrhundert wurde auch die samische Bevölkerung Nordnorwegens durch dänische Missionare und Behörden zwangschristianisiert bzw. -reformiert. Ende des 18. Jahrhunderts spalteten sich die puritanischen Haugianer von der evangelischen Kirche Norwegens ab. Eine Römisch-katholische Kirche in Norwegen wurde erst 1843 wieder zugelassen.
Offiziell sollen heute zwischen 79 und 86 Prozent aller Norweger der evangelisch-lutherischen Norwegischen Kirche angehören. Umfragen zufolge glauben allerdings bis zu 72 Prozent nicht an einen Gott, und nur zwei bis vier Prozent der Norweger gehen regelmäßig in die Kirche. Die offiziell hohe Mitgliederzahl kommt zustande, weil per Gesetz jeder Neugeborene mit der Taufe automatisch Mitglied der Norwegischen Kirche wird, oder auch wenn bereits mindestens ein Elternteil der Kirche angehört. Ein Kirchenaustritt erfordert stattdessen die Zustimmung beider Elternteile. Diese gesetzliche Regelung blieb in Kraft auch nach jener Verfassungsänderung von 2012. Erst seit jener Verfassungsänderung ist das evangelisch-lutheranische Bekenntnis offiziell nicht mehr Staatsreligion in Norwegen, die Lutherische Kirche offiziell nicht mehr Staatskirche war, und auch das Gesetz, nach dem die Hälfte der Hälfte der Kabinettsminister Lutheraner sein mussten, ist aufgehoben. Das christliche Erbe ist dennoch weiterhin in der Verfassung verankert. Der König, der offiziell nicht mehr Oberhaupt der Kirche und Verteidiger des Glaubens ist, muss weiterhin Lutheraner sein. Auch wenn die Bischöfe nicht mehr vom König bzw. vom Staat ernannt werden, so werden sie doch weiterhin als Staatsbeamte besoldet.

## Danisierung und Norwegisierung
Die enormen Bevölkerungsverluste während der Pest hatten das altnorwegische Element nachhaltig geschwächt. Im Rahmen der dänisch-norwegischen Personalunion hatte Dänisch schon ab dem 14. Jahrhundert das Altnorwegische als Amtssprache in Norwegen ersetzt. Mit der Reformation wurde Dänisch auch zur Kirchensprache, die einzige offiziell zugelassene Bibel-Übersetzung von 1550 war die dänische, eine (alt)norwegische Bibelübersetzung wurde nicht veröffentlicht (im Gegensatz zu Island 1540/84). Hatte sich zunächst vor allem der Adel rasch danisiert, so betraf das spätestens nach der Einführung eines staatlichen Schulwesens ab 1739 auch einen Großteil der übrigen Bevölkerung vor allem in den Städten. Dagegen opponierende Bewegungen gab es kaum. Danisierte Norweger machten im Dänischen Gesamtstaat Karriere. Norwegische Seeleute beispielsweise stellten etwa zwei Drittel der Mannschaften und Offiziere in der dänischen Marine, einige wurden sogar Admirale.

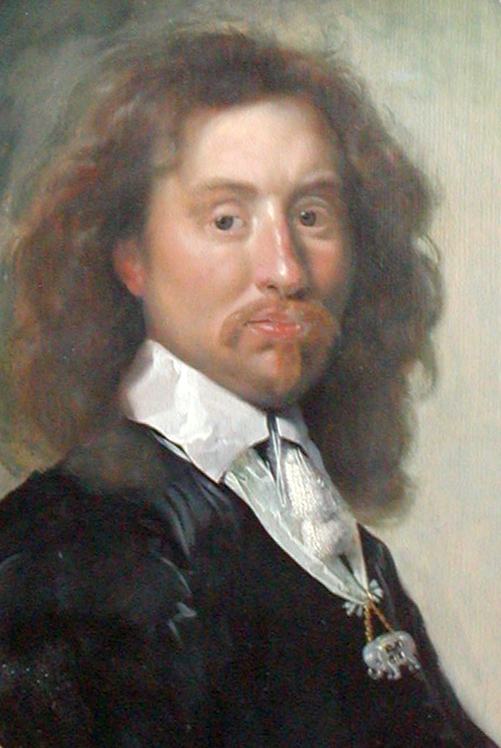
Reichsadmiral Henrik Bjelke bekleidete das höchste Marineamt
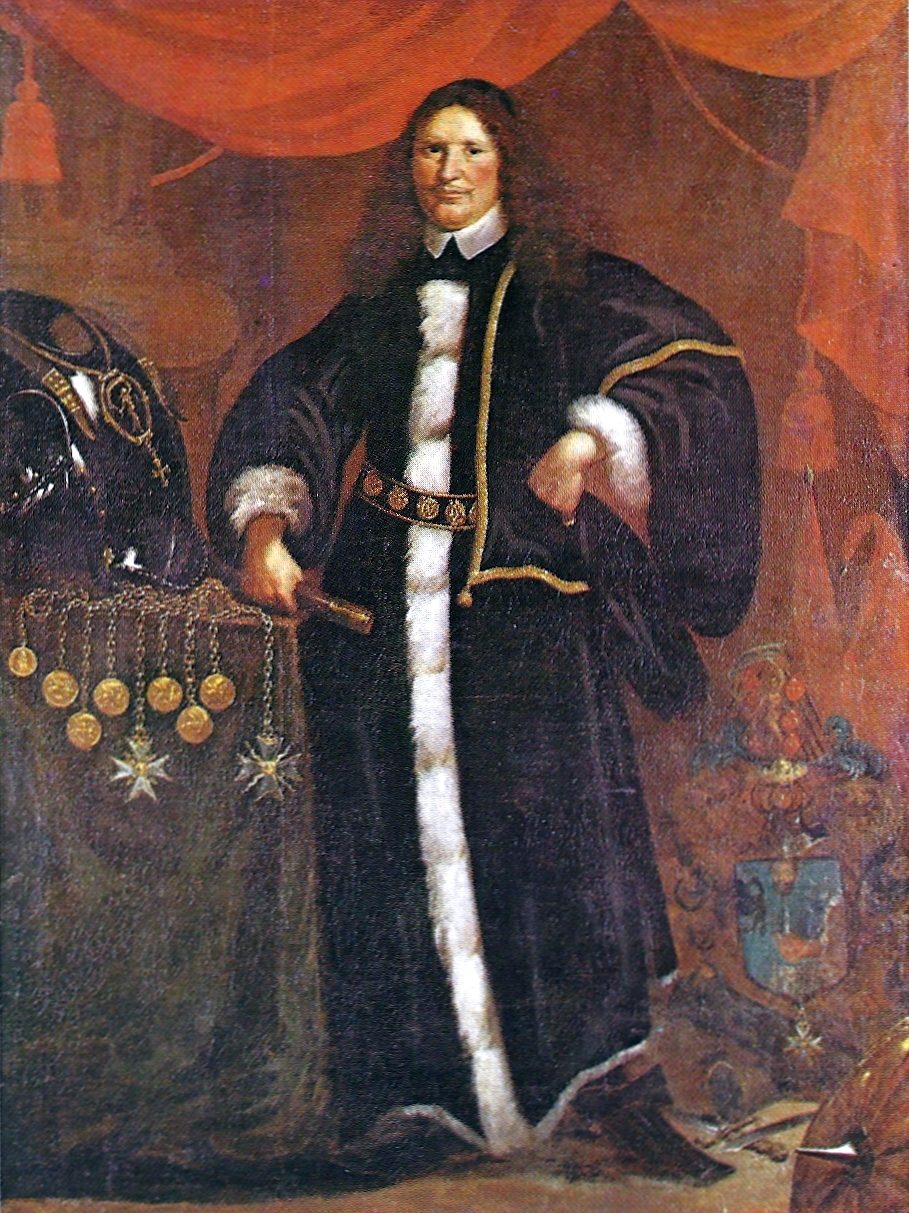
Generaladmiral Cort Adeler war oberster Befehlshaber der Flotte
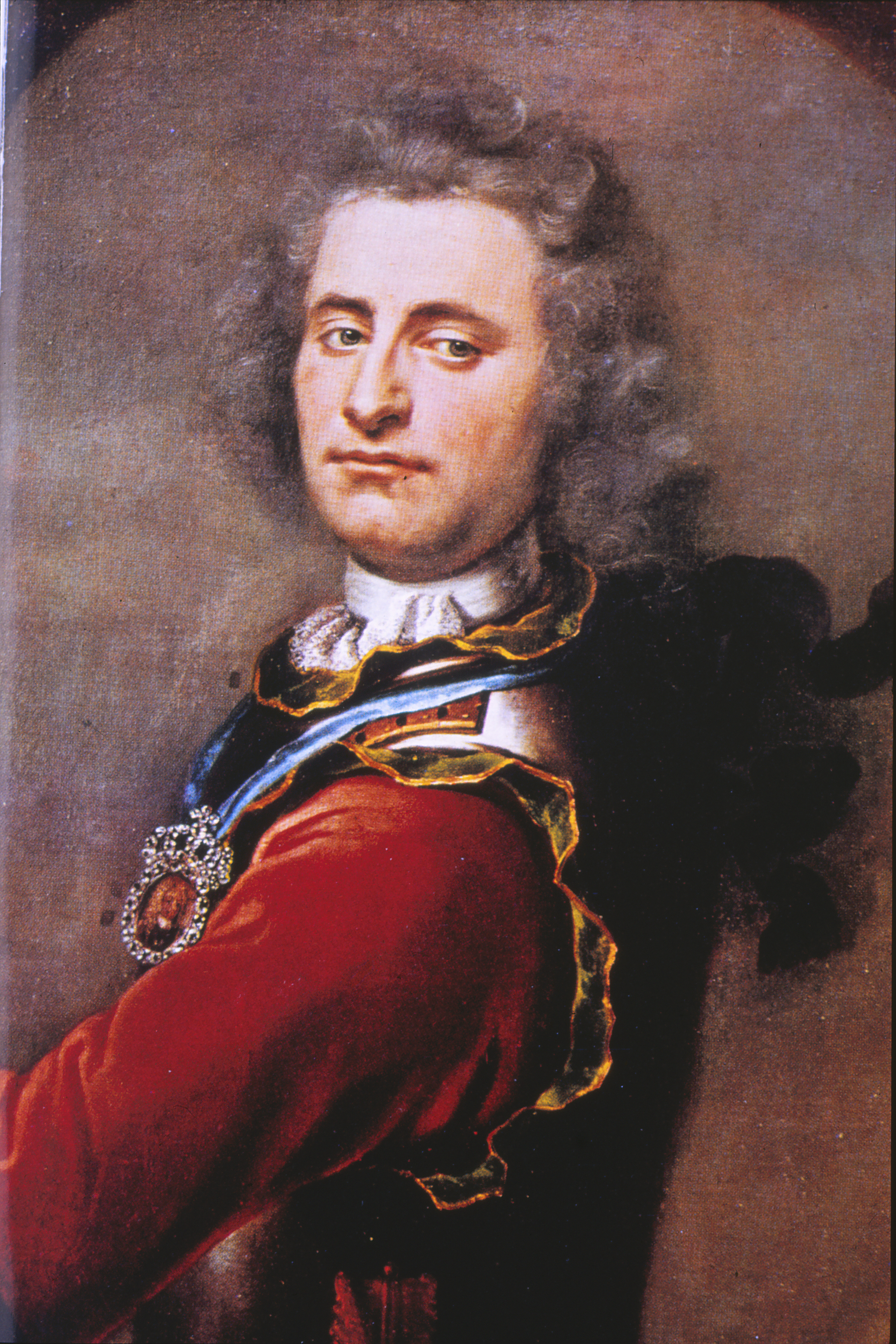
Kapitän und Seeheld Peter Tordenskiold wurde Vizeadmiral

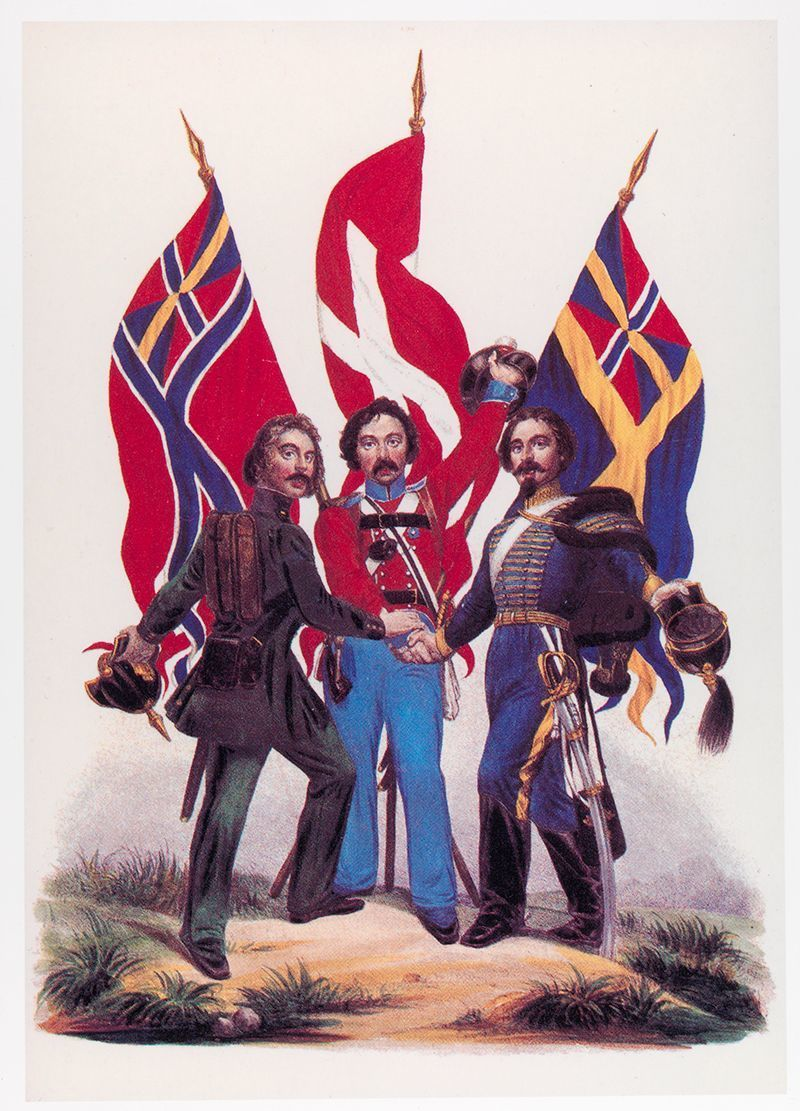
Der von Dänen und Schweden propagierte Skandinavismus versöhnte die Norweger nicht; antischwedischer Nationalismus des 19. Jahrhunderts kulminierte im Flaggenstreit

An der Seite Dänemarks wurde Norwegen in verlustreiche Kriege mit Schweden hineingezogen, in deren Verlauf es im 17. Jahrhundert zwar die nordnorwegische Finnmark hinzugewann, die ostnorwegischen Regionen Bohuslän, Härjedalen und Jämtland aber an Schweden verlor und 1814 schließlich selbst an Schweden fiel. Der schwedischen Fremdherrschaft hatte die danisierte Oberschicht von Anfang an Widerstand entgegengesetzt. Die Norweger erreichten, dass Norwegen nur in Personalunion mit Schweden vereinigt sein sollte, und trotzten dem schwedischen König eine norwegische Verfassung, ein norwegisches Parlament (Storting) und eine norwegische Regierung ab.
Erst in diesem Widerstand gegen die schwedische Herrschaft entstand ein neues norwegisches Nationalgefühl, ein romantischer norwegischer Nationalismus und die „Norwegische Schule“ der Geschichtswissenschaft des 19. Jahrhunderts. Während der ebenfalls im 19. Jahrhundert entstandene Skandinavismus Dänen und Schweden allmählich aussöhnte, hatte er auf die Norweger kaum Auswirkungen. Norwegens Nationalbewegung war anti-skandinavistisch. Das antischwedische norwegische Nationalgefühl nahm im ständigen Machtkampf zwischen norwegischen Behörden und den schwedischen Königen zu, der norwegisch-schwedische Flaggenstreit war dafür sichtbares Beispiel. Mit Hilfe einer fingierten Regierungskrise, einer trickreichen Verfassungsauslegung und eines umstrittenen Referendums erreichte Norwegen 1905 schließlich die Auflösung der Union und seine nationale Unabhängigkeit.

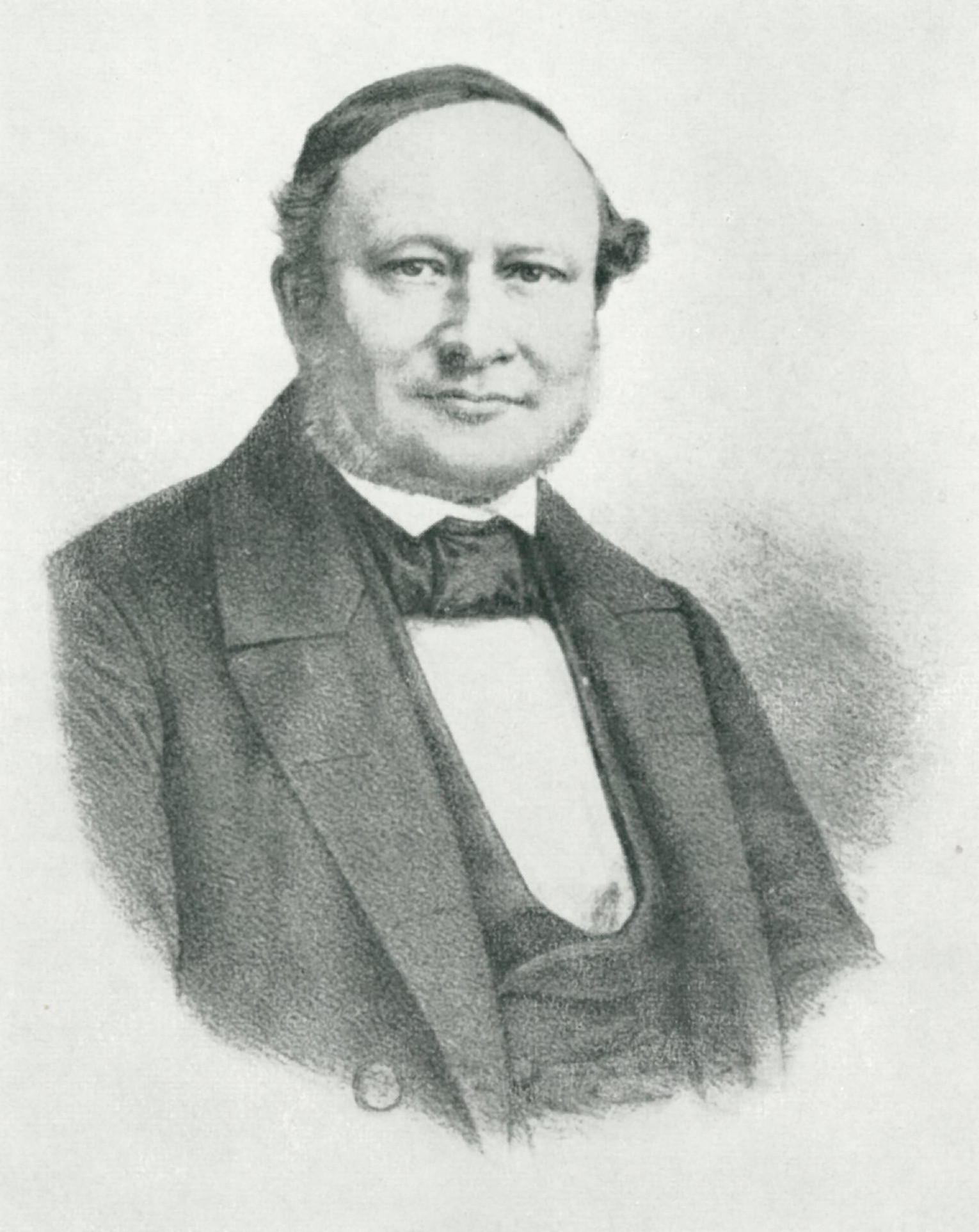
Der Historiker Rudolf Keyser begründete die „Norwegische Schule“
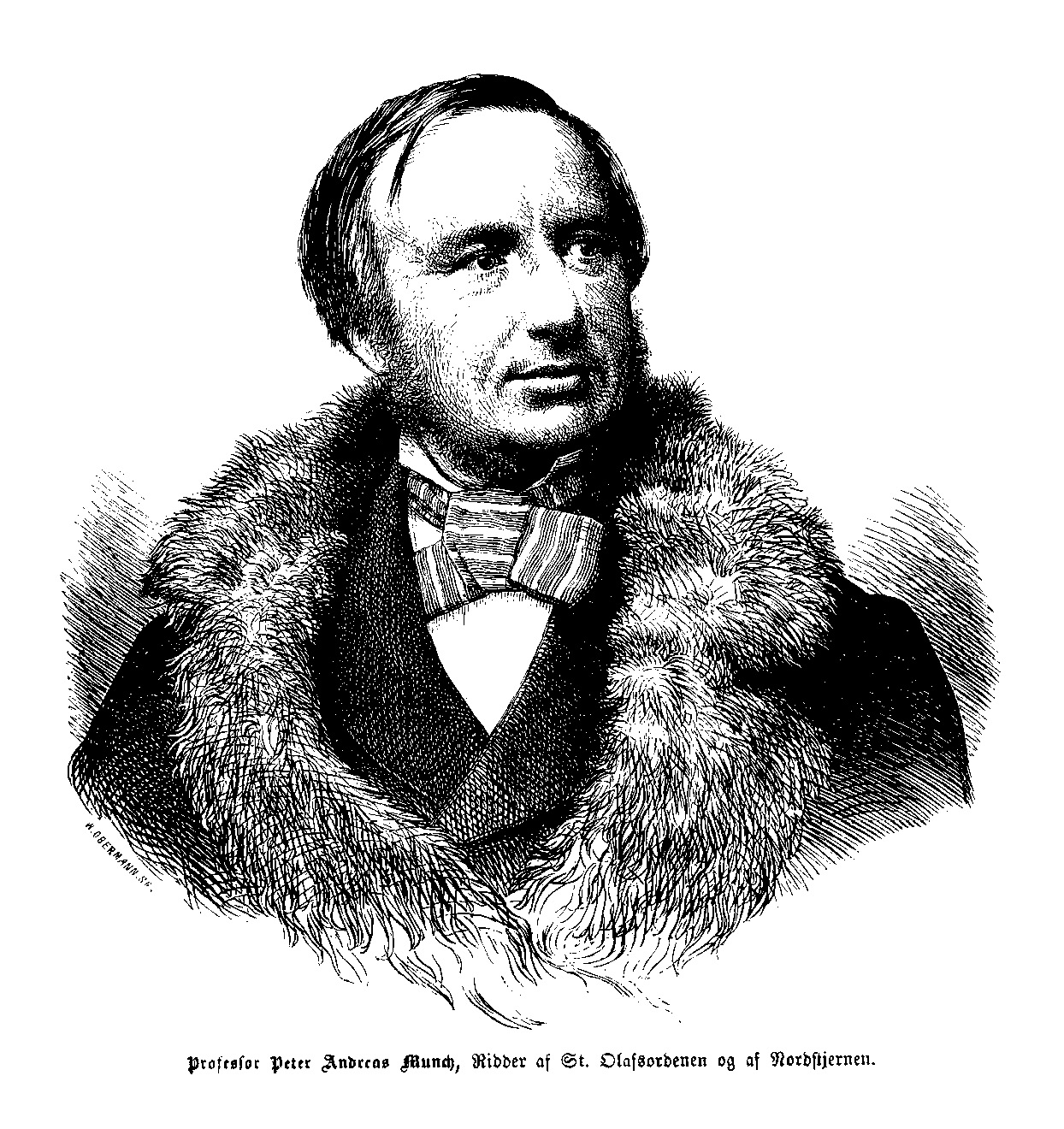
Der Historiker Peter Munch vertrat Keysers Einwanderungstheorie
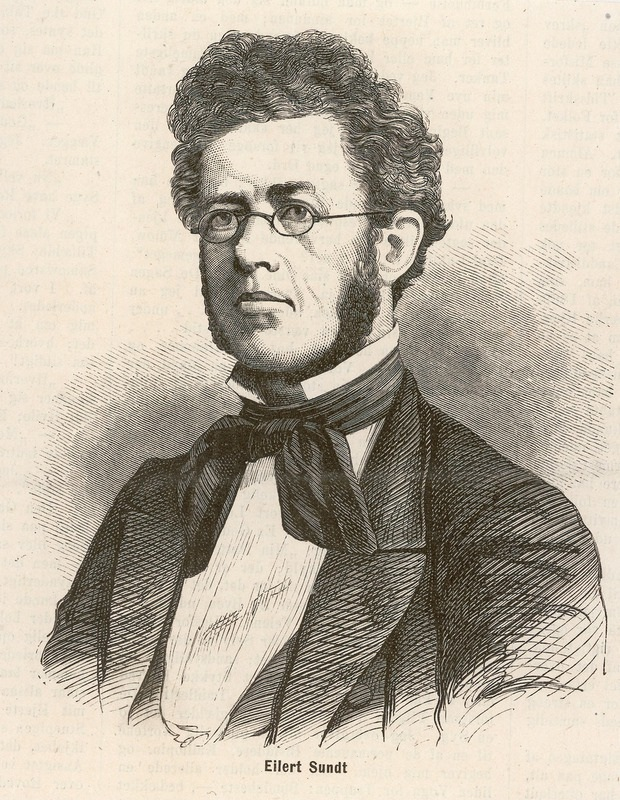
Der Theologe Eilert Sundt widerlegte die Einwanderungstheorie

Der norwegische Nationalismus richtete sich jedoch nicht nur gegen die Schweden, sondern auch gegen Dänen, Finnen und Samen (Lappen). In dem Bestreben, sich nicht nur gegen die schwedische Bevormundung, sondern auch gegen die dänische Kultur abzugrenzen, wurde die dänisch geprägte Umgangssprache verschiedenen Reformen unterworfen. Das norwegische Dänisch wurde unter Wiederbelebung teilweise längst vergessener altnorwegischer Vokabeln und durch Anpassung an die norwegische Aussprache „norwegisiert“ – das vor allem von Ivar Aasen geschaffene neunorwegische Landsmål (Nynorsk) stärker noch als das von Knut Knudsen reformierte Riksmål (Bokmål). Die Wahl eines dänischen Prinzen als norwegischer König brüskierte Schweden, war aber kein Garant für gute Beziehungen zu Dänemark. Wegen norwegischer Ansprüche auf Ostgrönland kam es 1931/33 fast zum Krieg.

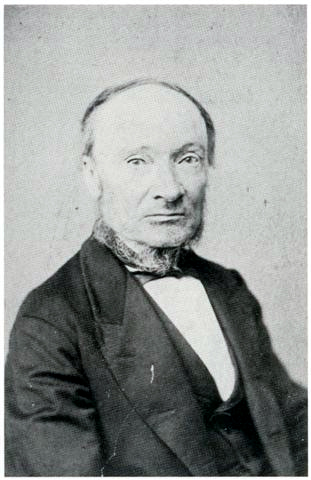
Ivar Aasen († 1896) schuf eine neue Sprache aus dem Altnorwegischen
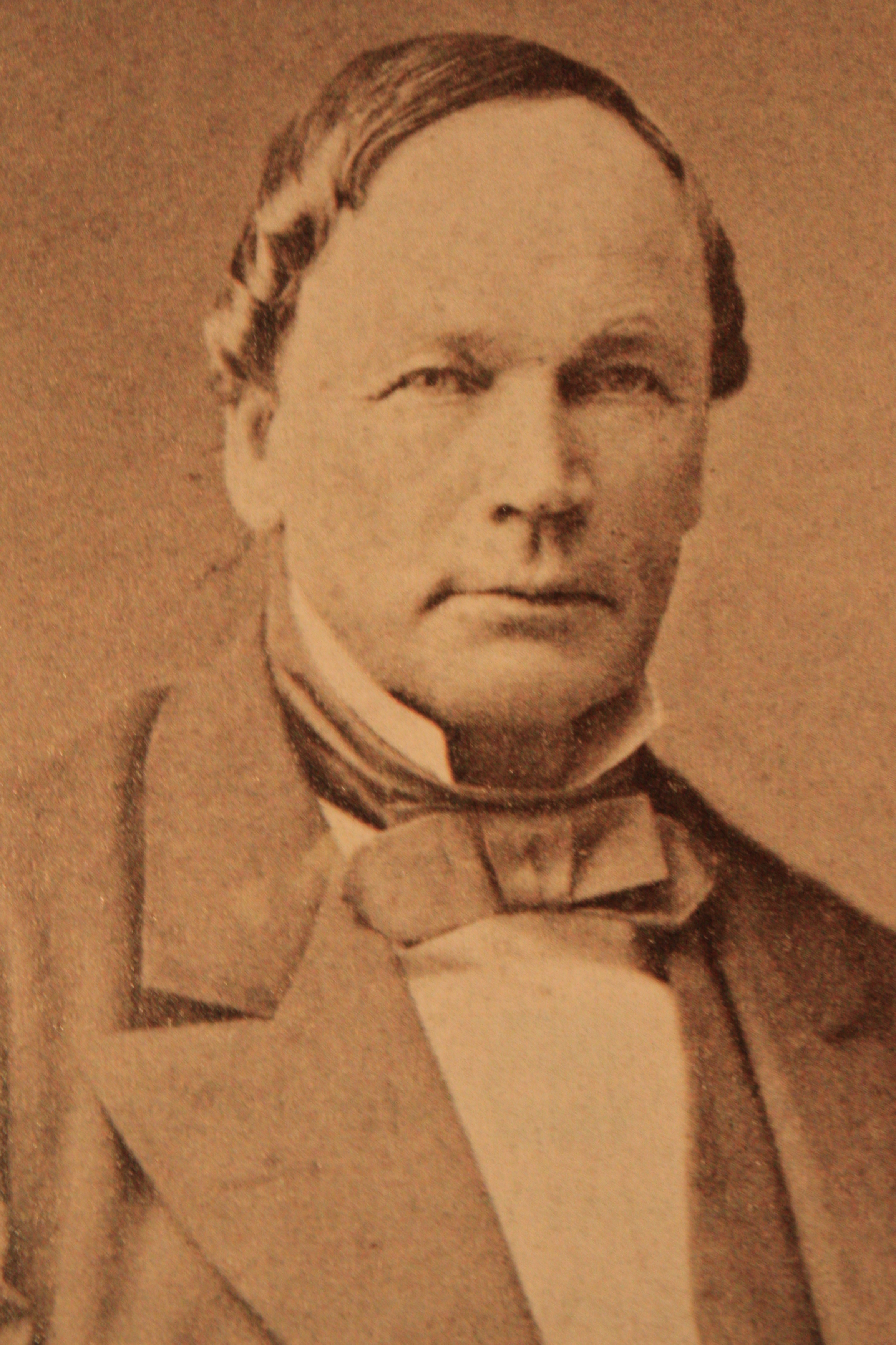
Knut Knudsen († 1895) norwegisierte das in Oslo gesprochene Dänisch
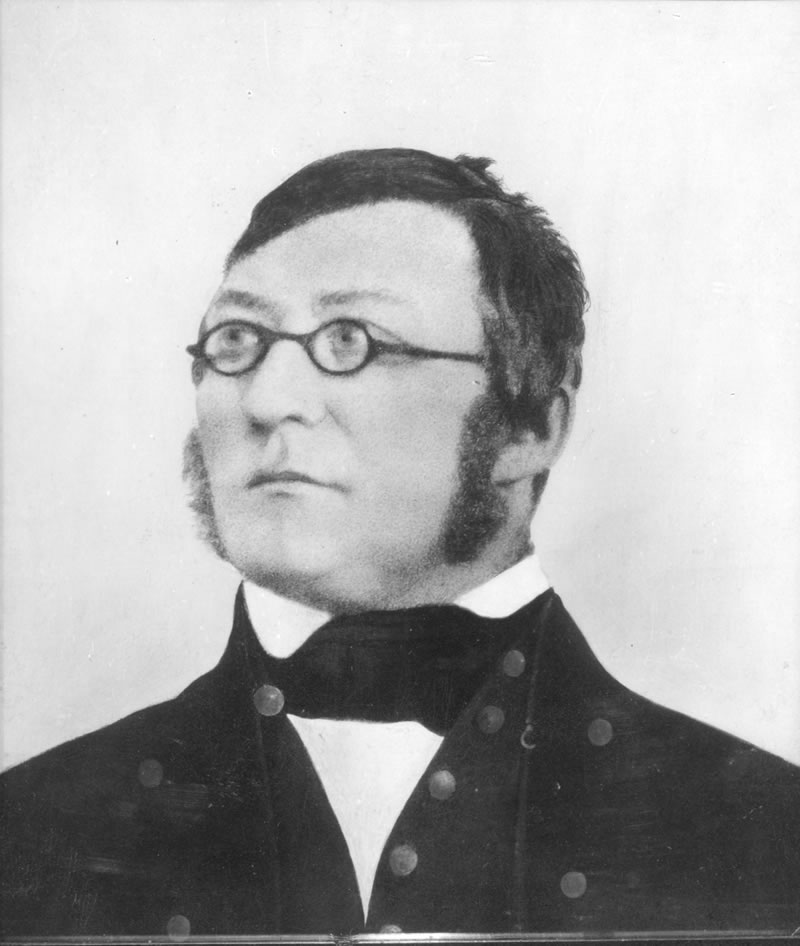
Henrik Wergeland († 1845) wurde zum Nationaldichter

Den im 17. Jahrhundert eingewanderten Finnen (Kvenen, Waldfinnen) und der Urbevölkerung der Samen (Lappen) wurde im Zuge einer staatlichen Norwegisierung ihre eigene Sprache verboten. Ihre nomadische Lebensweise wurde eingeschränkt, ihre Kinder wurden in norwegische Schulen gesteckt, die ausschließlich (auf) Norwegisch unterrichteten. Erst 1959 wurde diese Norwegisierungspolitik beendet und Samisch wieder unterrichtet, 1989 entschuldigte sich der norwegische König offiziell für die staatlichen Zwangsmaßnahmen. Seitdem gibt es ein Samisches Parlament in der Finnmark, das selbständig über die Verteilung und Verwendung norwegischer Kompensations- und Subventionsgelder entscheidet. Die kulturelle Autonomie der Samen ist nicht regional auf Nordnorwegen begrenzt, Samen aus ganz Norwegen können wählen und gewählt werden. Die Kvenen wurden offiziell erst 1996 als Minderheit anerkannt. Die ebenfalls einer harten Norwegisierung und oftmals unmenschlichen Behandlung unterworfene Minderheit der Tyskerbarna (deutsch-norwegische Kriegskinder, Wehrmachtskinder) hat wiederholt auf Wiedergutmachung geklagt.
Der staatlicherseits in den 1970er und 1980er Jahren geförderten Einwanderung ausländischer Gastarbeiter und dem vor allem von den Sozialdemokraten offiziell propagierten Modell eines multiethnischen Norwegen setzen rechtsextreme und nationalistische Kreise verstärkt auch gewaltsamen Widerstand entgegen. Die fremdenfeindliche (vor allem islamfeindliche) Politik der Fortschrittspartei und der von ihr abgespaltenen Nationaldemokraten sind dafür ebenso Ausdruck wie der Nachdruck der dänischen Mohammed-Karikaturen in der norwegischen Zeitung Magazinet und die Anschläge in Norwegen 2011. Das norwegische Nationalbewusstsein ist auch stark europaskeptisch: Sowohl 1972 als auch 1994 stimmte eine Mehrheit der Norweger gegen den Beitritt zur Europäischen Wirtschaftsgemeinschaft bzw. Europäischen Union.

## Auslandsnorweger
Von den etwa 9,5 Millionen Menschen ethnisch-norwegischer Herkunft leben kaum 4,5 Millionen in Norwegen selbst. Ethnische Norweger machen in Norwegen etwa 90 % der Bevölkerung aus, hinzu kommen gut 1 % Samen und Kvenen. Die übrigen Einwohner sind Immigranten vor allem aus europäischen und afrikanischen Staaten. Fast ebenso viele Norwegischstämmige wie in Norwegen leben in den USA. Zahlreiche Norweger und Nachkommen norwegischer Auswanderer leben zudem in Schweden, Dänemark, Großbritannien, Spanien, Kanada und Australien, einige aber auch in den Niederlanden, Südafrika, Brasilien, Neuseeland und Russland.

### Norwegischstämmige in Nordamerika

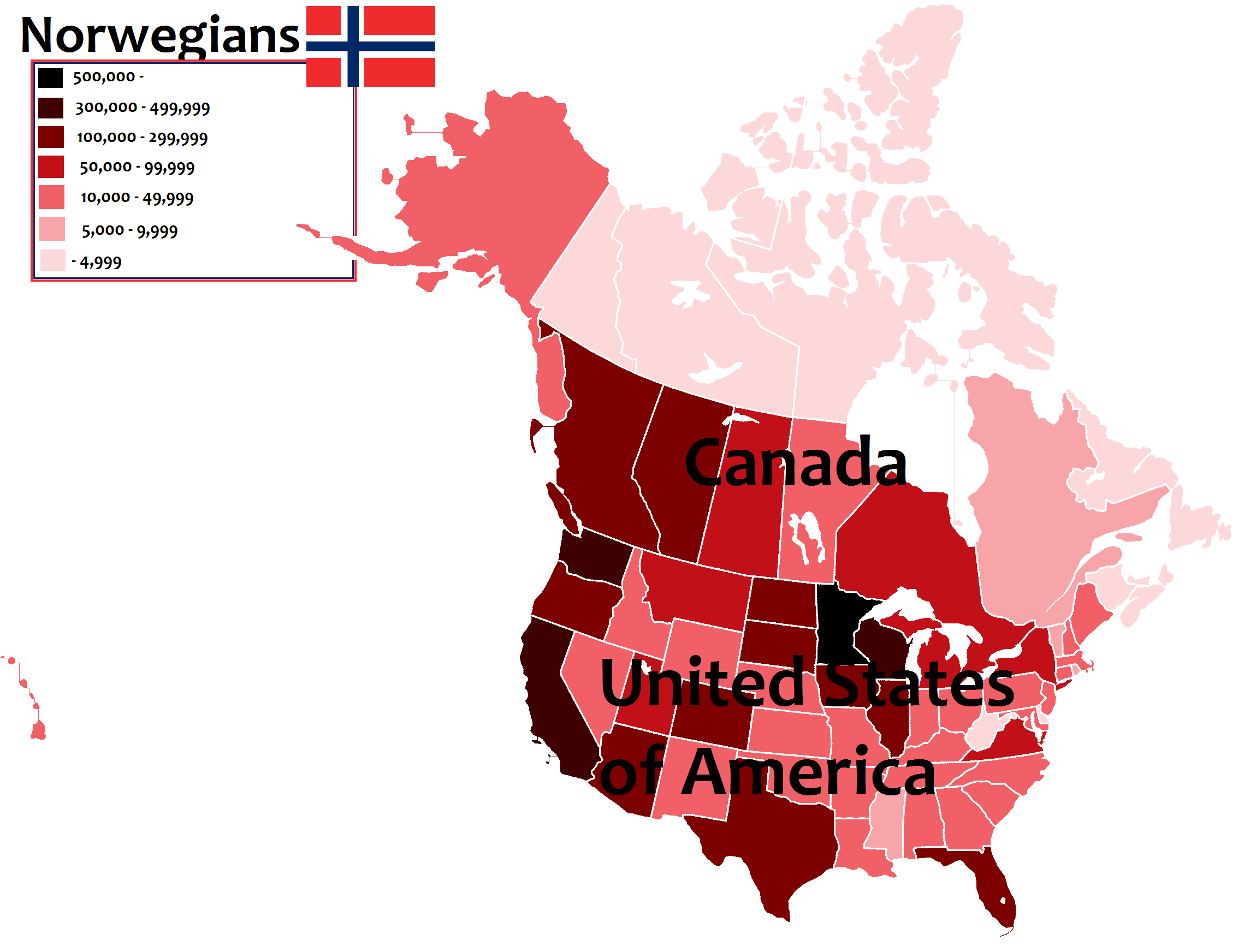
Anzahl der Norweger und Norwegischstämmigen in den Bundesstaaten der USA und den Provinzen bzw. Territorien Kanadas

Da den mittelalterlichen Ansiedlungsversuchen norwegischer Grænlendingar in Nordamerika kein dauerhafter Erfolg beschieden war, lebten im Jahr 1790 erst rund 8.000 Norweger (und ebenso viele Dänen) in den USA. Die heutigen norwegischstämmigen Amerikaner sind vor allem Nachkommen norwegischer Auswanderer des 19. und 20. Jahrhunderts. Höhepunkt der Auswanderung war das Rekordjahr 1882, als fast 30.000 Norweger ihre Heimat verließen. Im Jahr 1934 hingegen waren es gerade mal noch 106. Zwischen 1820 und 1993 wanderten etwa 755.000 Norweger in die USA ein (dazu 1,395 Millionen Schweden, mit denen zusammen die Norweger zwischen 1820 und 1868 erfasst wurden) – anderen Angaben zufolge erreichten in dieser Zeit sogar fast eine Million Norweger die USA und Kanada. Daraus ergab sich für das Jahr 2010 in den USA eine Zahl von etwa 4,3 Millionen Einwohnern norwegischer Abstammung (gegenüber 4,1 Mio. Amerikanern schwedischer Abstammung), die meisten von ihnen leben im US-Bundesstaat Minnesota (wo auch die meisten Schwedischstämmigen leben).
Die zweite Generation dieser Einwanderernachkommen heiratete zunächst noch überwiegend innerhalb der norwegischen bzw. skandinavischen Minderheit, aber auch Angehörige der Nachkommen eingewanderter Deutscher. Die dritte Generation von Nachkommen begann, sich auch mit angelsächsisch-protestantischen Amerikanern und anderen protestantischen europäischstämmigen Minderheiten zu vermischen, wobei sie ihre Muttersprache allmählich aufgab. Daher sprachen 2012 nur noch 131.000 aller skandinavischen Abkömmlinge in den USA eine der skandinavischen Sprachen als Muttersprache. Die Tendenz ist rückläufig: Im Jahr 2007 gab es noch fast 135.000 Sprecher skandinavischer Sprachen (bei 4,66 Mio. Norwegischstämmigen und 4,34 Mio. Schwedischstämmigen), 1990 sprachen von damals 3,87 Millionen norwegischstämmigen Amerikanern 80.723 Norwegisch und 1980 sogar noch 113.227 (gegenüber 77.511 bzw. 100.886, die damals Schwedisch sprachen).
In Kanada wurden 2006 fast 45.000 Norweger sowie weitere 388.000 Norwegischstämmige gezählt.

### Senioren in Spanien

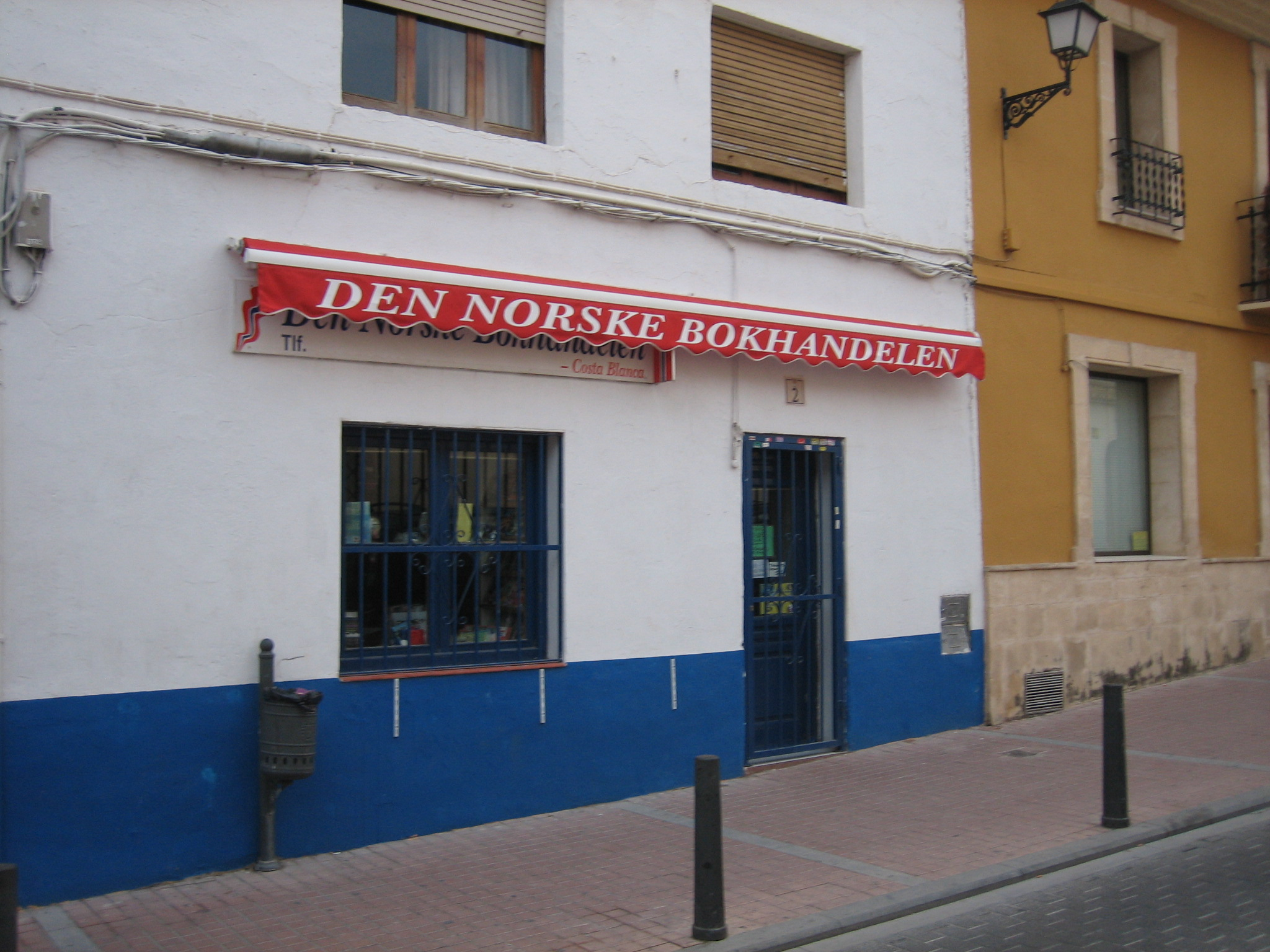
Norwegische Buchhandlung in Alfaz del Pi

Nennenswerte Gemeinschaften skandinavischer beziehungsweise norwegischer Staatsbürger gibt es auch in Spanien. Bis zu 50.000 Norweger sollen in dem südeuropäischen Land leben und arbeiten – das sind etwa 1 Prozent aller norwegischen Staatsbürger. Sie konzentrieren sich auf die Provinz Alicante an der Mittelmeerküste (Costa Blanca), vor allem in den Küstenstädten Alfaz del Pí bzw. L' Albir (Vorort von Alfaz del Pi) und Torrevieja (dort zusammen mit Schweden). Bei den an der Costa Blanca ansässigen norwegischen Residenten handelt es vor allem um Pensionäre. Betrug ihre Anzahl in der Provinz Alicante 1999 erst 2.190, so stieg sie bis 2011 auf 9.939 an – und ist seitdem weiter angestiegen. Allein in dem Bezirk Marina Baja (zu dem Alfaz del Pi gehört) leben rund 10.000 Norweger.
Nach London und New York ist Alfaz del Pi jener Ort mit der drittgrößten Anzahl an Auslandsnorwegern weltweit. Anfang 2014 lebten zwischen 7.000 und 8.000 Norweger in Alfaz del Pi, wo ihnen ein norwegisches Krankenhaus, eine norwegische Sozialstation und norwegische Schulen zur Verfügung stehen. Zur gleichen Zeit gab es in Torrevieja 2.397 Norweger. In Torreviejas Nachbarstadt Guardamar del Segura übertrifft die Zahl der Norweger die der Schweden.

## Ethnophaulismen
Bereits seit dem 17. Jahrhundert ist im Schwedischen die Schmähung norrbagge verbreitet, die ursprünglich wohl so viel wie „Schafsklöten“ bedeutet, und seit den 1950er Jahren ist im Dänischen für Norweger auch der Ausdruck fjeldabe, wörtlich „Bergaffe“, überliefert.